# 许廑父
许廑父（1891年—1953年），名与澂，字弃疾，又字一，号廑父，别署颜五郎、忏情室主，斋号清风明月庐，浙江萧山浦沿许家里村人，中国小说家，「鸳鸯蝴蝶派」作家。与蔡东藩为同乡兼好友。

## 生平
幼入私塾，曾就读于杭州宗文中学、上海中国公学。1920年，为粤督莫荣新的秘书，后到上海，由《民权报》主编何海鸣推荐，靠写作为生，在文坛初露头角，尤以《八仙得道传》出名。其作品多以言情小说为主。他行文迅速，一个晚上，能写数千言，甚至万言，所以有人称他为“许一万”。为上海会文堂书局的特约撰稿人，后又主编《小说日报》。
1929年受会文堂书局之邀，续编蔡东藩未尽的《民国通俗演义》后四十回。该书附载有许廑父的短序：
|  | 《民国通俗演义》一至三集，吾友蔡子东藩所著。蔡子嗜报纸有恒性，搜集既富，编著乃详，益以文笔之整，结构之精密，故成一完善之史学演义，出版后，不胫而走遍天下。会文堂主人以蔡作断自民九，去今十稔，不可以无续，乃商之于余，嘱继撰四五两集，自民九李纯自杀案始，迄民十七国民政府统一全国为止，凡四十回为一集，每集都三十万言。余年来奔走军政界，谋升斗之禄，笔墨久荒，俗尘满腹，而资料之采集，又极烦苦，率尔操觚，勉以报命，恐贻笑于大方，复取俏于狗尾，蔡子阅之，得毋哂其谫陋。 |

据短序所述，可知蔡东藩当时尚在世，因晚年衰颓不能执笔而由许氏代笔。1930年返杭州就任《东南日报》副主编。1931年浙江商学社成立，许接办《浙江商报》。抗战时期，曾任浙江茶叶运销处主任，浙江省建设厅厅长秘书等职。
晚年寓居杭州，担任《东南日报》的副刊《小筑》主编；1953年病逝于杭州。

## 轶事
许廑父善烹调，擅长做煮牛肉，当时其友戏称他的牛肉为“许制牛肉”。文人徐卓呆也擅烹制牛肉，自认为徐制牛肉胜于许制，许廑父不服气，又将牛肉特别加工来宴请宾客，受到其朋好的赞许。
许廑父爱看戏、听戏，经常出入歌场，曾著有记载其戏曲见闻的《舞榭余闻》。
许廑父与徐枕亚为好友，徐枕亚开办清华书局，许经常邀徐枕亚喝酒。一次两人都有醉意，看到书局门前有一辆人力车，许廑父对徐枕亚说：“您权为座客，我来拉车，绕行附近一周如何？”徐枕亚不加考虑，随即同意，许廑父拉车兜了一圈后，车骤然停止，徐枕亚几乎从车上摔下。二人自认因不懂力学原理而闹了笑话：“处处都是学问：拉人力车，也不容小觑哩。”徐枕亚后开办《小说日报》，许廑父为助理编辑。徐枕亚仿照19世紀晚清魏子安小說《花月痕》撰写《刻骨相恩记》，分上下二集。上集出版后，下集迟迟未曾著笔，许廑父遂为之代作。后许廑父索性又写了一本小说《燕雁离魂记》，刊载其上。
许廑父曾居住于沪西白克路。一次，有一个文盲老大娘请许廑父代写一信，说：“这封信是写给宁波同乡的，不知道许先生能不能写宁波字？”许廑父听了大笑，连连点头说：“能！能！”顷刻写就，交给老大娘，老大娘一再称述：“许先生真是个才子，什么地方的字都能写。”许廑父听后又大笑。

## 著作
许廑父著述很多，包括《心印》、《鹃泪》、《今水浒》、《如意珠》、《七星游》、《营声谱》、《武林秋》、《恨之胎》、《碧海精禽》、《沪江风月传》、《情海风花录》、《十年梦影录》、《儿女金鉴录》、《莲心萱泪录》、《南国佳人传》、 《历代剑侠传》、《中国女海盗》、《上海近十年目睹之怪现状》、《清风明月庐笔记》、《九章文解》、《论语新解》等。